# Приди и владей
«Приди и владей» (англ. Come and Get It) — американский художественный чёрно-белый драматический фильм, поставленный двумя мастерами классического Голливуда — Говардом Хоуксом и Уильямом Уайлером. Главные роли исполняют Эдвард Арнольд и Фрэнсис Фармер. Экранизация одноимённого романа Эдны Фербер.
Среди современных киноведов картина в первую очередь славится тем, что по ту сторону камеры стояли два титана голливудского кино того времени — Хоукс и Уайлер. Эта ситуация образовалась в результате затяжного рабочего конфликта Хоукса и маститого продюсера Сэмюэла Голдуина. После 42 дней съёмок, создав ровно половину ленты, Хоукс вышел из состава съёмочной группы и был заменён Уайлером. Помимо этого редкого случая, двойная роль Фрэнсис Фармер является наиболее известной в карьере актрисы с тяжёлой судьбой.
Уолтер Бреннан, сыгравший шведского лучшего друга главного героя, удостоился первой в истории премии «Оскар» за лучшую мужскую роль второго плана.

## Сюжет
1884 год, штат Висконсин, США. Амбициозный лесоруб Барни Глазгоу (Эдвард Арнольд) женится на дочери босса Эмме Луиз (Мэри Нэш). Незадолго до свадьбы он влюбляется в певицу Лотту Морган (Фрэнсис Фармер), но оставляет её, предпочтя корыстный брак с Эммой. Лотта выходит замуж за лучшего друга Барни, шведа Свена Бострома (Уолтер Бреннан).
1907 год. Всё ещё женатый 50-летний Барни — обеспеченный владелец собственной дереводробилки с домом в городе Бьюдамор и двумя взрослыми детьми. После получения письма от Свена, воодушевлённый Барни решается навестить его в посёлке Айрон Ридж. Старый друг сообщает ему, что не так давно Лотта ушла из жизни, подарив ему дочь, названную в её честь (её также играет Фрэнсис Фармер). Познакомившись с ней, Барни поражается тем, насколько Лотта похожа на свою почившую мать. Постепенно он понимает, что влюбился в инженю до безумия.
Слухи о романе немолодого Барни и Лотты быстро расходятся. Сын лесоруба, Ричард (Джоэл Маккри), желая посмотреть на избранницу отца, начинает близкое общение и неожиданно для себя входит в то же положение, что и Барни. Глазгоу же, прознав о любовной увлеченности непутевого сына, пытается отправить его на фабрику в Нью-Йорк.
Кульминационная сцена картины — столкновение двух поколений, драка отца и сына. Лотта умоляет их остановиться и между Барни и Ричардом выбирает последнего. Разбитый и пристыженный Барни возвращается к законной жене, которая наивно признается, что имела глупость всерьёз поверить в слухи об их романе с Лоттой. В финальных кадрах фильма Барни, со слезами на глазах, готовится приступить к обеденной трапезе.

## В ролях
- Эдвард Арнольд — Барни Глазгоу
- Фрэнсис Фармер — Лотта Морган / Лотта Бостром
- Джоэл Маккри — Ричард Глазгоу
- Уолтер Бреннан — Свен Бостром
- Мади Кристианс — Кэри Линбек
- Мэри Нэш — Эмма Луиз
- Андреа Лидс — Эвви Глазгоу
- Фрэнк Шилдс — Тони Шверк
- Эдвин Максвелл — Сид Лемэр
- Сесил Каннингэм — Джози
- Чарльз Хэлтон — мистер Хьюитт

В титрах не указаны
- Хейни Конклин — завсегдатай бара
- Хэнк Уорден — лесоруб

## Создание
В 1935 году именитый продюсер Сэмюэл Голдуин заинтересовался возможностью экранизации нового нашумевшего романа Эдны Фербер «Приди и владей». Летом он должен был ложиться в госпиталь и перед этим передал бразды правления грядущей картиной небезызвестному постановщику Говарду Хоуксу. Хоуксу книга не понравилась, посему он самовольно переложил некоторые её моменты на экран. Увидев несколько сцен, Голдуин был шокирован и заявил, что режиссёр не должен писать, не должен сочинять новые истории. Хоукс, потративший на картину все свои силы, не стеснялся в выражениях и уже вскоре был заменён не менее прославленным режиссёром Уильямом Уайлером, закончившим оставшуюся половину фильма.
Как позже рассказывал Уайлер, Голдуин сначала хотел полностью убрать имя Хоукса из титров, но Уайлер настоял на том, что почти вся лента — заслуга Хоукса. Фрэнсис Фармер, исполнившая главную роль, сначала была утверждена на роль дочери Барни, Эвви. Андреа Лидс, в итоге перевоплотившаяся в этот образ, привлекла внимание создателей тем, что девять часов целовала трёх молодых актёров, пробовавшихся на роль жениха её героини. По иронии судьбы, в фильм не вошли сцены с поцелуями Эвви.
Лотту первоначально должна была сыграть Мириам Хопкинс, только что поработавшая с Голдуином и Уайлером на съёмках «Этих троих». Хоуксу актриса в этой роли не понравилась, поэтому он рассчитывал на Лидс, до тех пор, пока не увидел Фармер. Постановщик и артистка пересеклись на съёмках вестерна «Ритм на кручах» и Хоукс был невероятно впечатлен ею. После утверждения Фармер её заработная плата составляла всего 75 долларов в неделю.
На главную мужскую роль, Барни Глазгоу, положил глаз Спенсер Трейси, но был вынужден отказаться от неё в силу контракта с компанией Metro-Goldwyn-Mayer. Барни сыграл набиравший тогда популярность Эдвард Арнольд.
Дабы разработать этот неоднозначный образ, Фармер посещала лос-анджелесские кварталы красных фонарей и наблюдала за поведением и манерами проституток. Спустя много лет, в интервью режиссёру Питеру Богдановичу, Хоукс признается, что Фармер, «пожалуй», лучшая актриса, с которой ему когда-либо доводилось работать.
В 1970-х годах у Хоукса была идея сделать ремейк «Приди и владей» в качестве вестерна с Клинтом Иствудом в роли Барни, но она так и не воплотилась в жизнь.

## Критика
Картина была, в целом, положительно воспринята мировыми кинокритиками; её рейтинг на агрегаторе Rotten Tomatoes составляет 89 %, основанных на 11 рецензиях. Исполнитель роли шведа Свена Бострома Уолтер Бреннан был удостоен первой в карьере и истории премии «Оскар» за лучшую мужскую роль второго плана. Кроме того, лента получила номинацию в категории «Лучший монтаж» (Эдвард Кёртисс).
- «Не сказать, что „Приди и владей“ досконально придерживается рамок работы Фербер, но достаточная её часть сохранена. Голдуин добавил много хорошего, дабы сделать неподдельно удовлетворительную картину» — Фрэнк С. Наджент, The New York Times[7].
- «Первая часть фильма — лучшая, благодаря безошибочному Хоуксу» — Дэйв Кер, Chicago Reader[8].
- «Неудавшаяся мелодрама, основанная на романе Эдны Фербер. …Актёрские работы крайне хороши, в особенности мужественная от Арнольда и трогательная от Фармер в двойной роли» — Деннис Шварц, Ozus' World Movie Reviews[9].